# Тричерро
Тричерро (итал. Tricerro) — коммуна в Италии, располагается в регионе Пьемонт, в провинции Верчелли.
Население составляет 621 человек (2008 г.), плотность населения составляет 52 чел./км². Занимает площадь 12 км². Почтовый индекс — 13038. Телефонный код — 0161.
Покровителем коммуны почитается святой Георгий Победоносец, празднование 23 апреля.

## Демография
Динамика населения:

## Администрация коммуны
- Официальный сайт: https://web.archive.org/web/20100813153505/http://www.comunetricerro.it/